# EPrix van Ad Diriyah 2018
De ePrix van Ad Diriyah 2018, een race uit het Formule E-kampioenschap, werd gehouden op 15 december 2018 op het Riyadh Street Circuit. Het was de eerste race van het seizoen. Het was tevens de eerste ePrix in Saoedi-Arabië en de eerste ePrix in Zuidwest-Azië.
De race werd gewonnen door polesitter António Félix da Costa voor het team BMW i Andretti Motorsport, die zijn eerste zege behaalde sinds de ePrix van Buenos Aires 2015. Jean-Éric Vergne werd voor DS Techeetah Formula E Team tweede, ondanks een drive through penalty die hij kreeg omdat hij te veel energie gebruikte. Mahindra Racing-coureur Jérôme d'Ambrosio werd derde in zijn eerste race voor het team.

## Kwalificatie
Het tweede deel van de kwalificatie werd niet gehouden, nadat het tijdschema vertraging had opgelopen vanwege regenval.
| Pos                 | No | Coureur                | Team                        | Tijd     | Grid |
| ------------------- | -- | ---------------------- | --------------------------- | -------- | ---- |
| 1                   | 28 | António Félix da Costa | BMW i Andretti Motorsport   | 1:17.728 | 1    |
| 2                   | 8  | Tom Dillmann           | NIO Formula E Team          | 1:17.893 | 22   |
| 3                   | 7  | José María López       | Geox Dragon Racing          | 1:18.113 | 2    |
| 4                   | 23 | Sébastien Buemi        | Nissan e.Dams               | 1:18.269 | 3    |
| 5                   | 5  | Stoffel Vandoorne      | HWA Racelab                 | 1:18.490 | 4    |
| 6                   | 25 | Jean-Éric Vergne       | DS Techeetah Formula E Team | 1:18.571 | 5    |
| 7                   | 64 | Jérôme d'Ambrosio      | Mahindra Racing             | 1:19.077 | 6    |
| 8                   | 36 | André Lotterer         | DS Techeetah Formula E Team | 1:19.317 | 7    |
| 9                   | 20 | Mitch Evans            | Panasonic Jaguar Racing     | 1:19.712 | 8    |
| 10                  | 16 | Oliver Turvey          | NIO Formula E Team          | 1:19.912 | 21   |
| 11                  | 17 | Gary Paffett           | HWA Racelab                 | 1:19.929 | 9    |
| 12                  | 48 | Edoardo Mortara        | Venturi Formula E Team      | 1:20.330 | 13   |
| 13                  | 27 | Alexander Sims         | BMW i Andretti Motorsport   | 1:20.367 | 10   |
| 14                  | 66 | Daniel Abt             | Audi Sport ABT Schaeffler   | 1:20.385 | 11   |
| 15                  | 19 | Felipe Massa           | Venturi Formula E Team      | 1:20.407 | 12   |
| 16                  | 22 | Oliver Rowland         | Nissan e.Dams               | 1:20.849 | 14   |
| 17                  | 3  | Nelson Piquet jr.      | Panasonic Jaguar Racing     | 1:21.489 | 15   |
| 18                  | 6  | Maximilian Günther     | Geox Dragon Racing          | 1:21.883 | 16   |
| 19                  | 94 | Felix Rosenqvist       | Mahindra Racing             | 1:23.037 | 17   |
| 20                  | 11 | Lucas di Grassi        | Audi Sport ABT Schaeffler   | 1:25.104 | 18   |
| 110%-tijd: 1:25.501 |    |                        |                             |          |      |
| 21                  | 2  | Sam Bird               | Envision Virgin Racing      | 1:29.625 | 19   |
| 22                  | 4  | Robin Frijns           | Envision Virgin Racing      | 1:31.566 | 20   |

## Race
| Pos | No | Coureur                | Team                        | Rondes | Tijd/Oorzaak uitval | Grid | Punten |
| --- | -- | ---------------------- | --------------------------- | ------ | ------------------- | ---- | ------ |
| 1   | 28 | António Félix da Costa | BMW i Andretti Motorsport   | 33     | 46:29.777           | 1    | 28     |
| 2   | 25 | Jean-Éric Vergne       | DS Techeetah Formula E Team | 33     | +0.462              | 5    | 18     |
| 3   | 64 | Jérôme d'Ambrosio      | Mahindra Racing             | 33     | +4.033              | 6    | 15     |
| 4   | 20 | Mitch Evans            | Panasonic Jaguar Racing     | 33     | +4.033              | 8    | 12     |
| 5   | 36 | André Lotterer         | DS Techeetah Formula E Team | 33     | +5.579              | 7    | 11     |
| 6   | 23 | Sébastien Buemi        | Nissan e.Dams               | 33     | +6.625              | 3    | 8      |
| 7   | 22 | Oliver Rowland         | Nissan e.Dams               | 33     | +9.105              | 14   | 6      |
| 8   | 66 | Daniel Abt             | Audi Sport ABT Schaeffler   | 33     | +9.819              | 11   | 4      |
| 9   | 11 | Lucas di Grassi        | Audi Sport ABT Schaeffler   | 33     | +10.936             | 18   | 2      |
| 10  | 3  | Nelson Piquet jr.      | Panasonic Jaguar Racing     | 33     | +11.564             | 15   | 1      |
| 11  | 2  | Sam Bird               | Envision Virgin Racing      | 33     | +11.747             | 19   |        |
| 12  | 4  | Robin Frijns           | Envision Virgin Racing      | 33     | +12.189             | 20   |        |
| 13  | 16 | Oliver Turvey          | NIO Formula E Team          | 33     | +13.104             | 21   |        |
| 14  | 8  | Tom Dillmann           | NIO Formula E Team          | 33     | +14.273             | 22   |        |
| 15  | 6  | Maximilian Günther     | Geox Dragon Racing          | 33     | +16.161             | 16   |        |
| 16  | 5  | Stoffel Vandoorne      | HWA Racelab                 | 33     | +20.013             | 4    |        |
| 17  | 19 | Felipe Massa           | Venturi Formula E Team      | 33     | +43.610             | 12   |        |
| 18  | 27 | Alexander Sims         | BMW i Andretti Motorsport   | 33     | +47.712             | 10   |        |
| 19  | 48 | Edoardo Mortara        | Venturi Formula E Team      | 32     | +1 ronde            | 13   |        |
| DNF | 7  | José María López       | Geox Dragon Racing          | 25     | Ongeluk             | 2    |        |
| DNF | 17 | Gary Paffett           | HWA Racelab                 | 9      | Opgave              | 9    |        |
| DNF | 94 | Felix Rosenqvist       | Mahindra Racing             | 8      | Geslipt             | 17   |        |

## Tussenstanden wereldkampioenschap

### Coureurs
| Positie | No. | Rijder                 | Team                        | Punten |
| ------- | --- | ---------------------- | --------------------------- | ------ |
| 01      | 28  | António Félix da Costa | BMW i Andretti Motorsport   | 28     |
| 02      | 25  | Jean-Éric Vergne       | DS Techeetah Formula E Team | 18     |
| 03      | 64  | Jérôme d'Ambrosio      | Mahindra Racing             | 15     |
| 04      | 20  | Mitch Evans            | Panasonic Jaguar Racing     | 12     |
| 05      | 36  | André Lotterer         | DS Techeetah Formula E Team | 11     |
| 06      | 23  | Sébastien Buemi        | Nissan e.dams               | 08     |
| 07      | 22  | Oliver Rowland         | Nissan e.dams               | 06     |
| 08      | 66  | Daniel Abt             | Audi Sport ABT Schaeffler   | 04     |
| 09      | 11  | Lucas di Grassi        | Audi Sport ABT Schaeffler   | 02     |
| 10      | 3   | Nelson Piquet jr.      | Panasonic Jaguar Racing     | 01     |

### Constructeurs
| Positie | Team                        | Punten |
| ------- | --------------------------- | ------ |
| 01      | DS Techeetah Formula E Team | 29     |
| 02      | BMW i Andretti Motorsport   | 28     |
| 03      | Mahindra Racing             | 15     |
| 04      | Nissan e.dams               | 14     |
| 05      | Panasonic Jaguar Racing     | 13     |
| 06      | Audi Sport ABT Schaeffler   | 06     |
| 07      | Envision Virgin Racing      | 0      |
| 08      | NIO Formula E Team          | 0      |
| 09      | Geox Dragon Racing          | 0      |
| 10      | HWA Racelab                 | 0      |